# 张盛闻
拿督张盛闻（1973年12月25日—），马来西亚政治人物，祖籍客家梅州市梅县白渡镇嵩山村。他曾是马来西亚上议员、教育部第二副部长、马华公会青年团总团长、马来西亚青年农民合作社主席、马青雪兰莪州团团长、马青班登区团团长、马华党中央海外联络局主任、马华教育咨询委员会副主席等。由于原任马华总秘书周美芬辞职，基于即将前往中国北京大学修读博士学位，此职位因此让给本人接替。

## 政治生涯
2014年4月14日首次获得森美兰州议会推荐代表森州出任马来西亚上议院议员，并于同年4月21日宣誓成为上议员。2015年7月28日的内阁改组中，他被委任为马来西亚教育部副部长至2018年。2017年4月任期届满时再次获得森美兰州议会推荐并于同年4月21日第二度宣誓成为上议员。马华公会总会长廖中莱在2017年尾宣布张盛闻将会在2018年马来西亚大选竞选芙蓉国会议席，张盛闻于是在国会解散之际辞去上议员职务以参选，然而最终败给行动党的陆兆福，而后者也在之后受委为马来西亚交通部长。
2023年10月31日，张盛闻首度受委出任马华彭亨州联委会主席，取代何启文。

## 争议事件

### 统考一里路论
2016年5月8日，张盛闻代表马华总会长兼交通部长廖中莱为巴生红新月会举办的“人道义跑”活动主持开幕后声称，对他来说，他看到了政府承认统考文凭的“东风”已到来，目前只剩“一里路”的行程有待走完而已。他说，在承认统考的过程中，各个技术层面都已处理完毕，目前只欠东风，而他觉得东风已来了，因为现在的氛围不错，是努力实现目標的时刻。询及许多网民质疑，他口中的“东风”等了多届大选都等不到，这回会否又是“狼来了”，他则回应：“目前说这些东西都没用，就让我们去进行工作。”
隔日，高教部发表3段文告表示，该部部长依德利斯曾在该年3月，与统考负责方展开非正式会面，以讨论承认统考事宜，并且聆听对方意见，并强调迄今为止，国立大学的录取政策不变，并未接受以统考文凭报读。
直到2018年，政府承认统考一事依然停滞不前。该年4月5日，张盛闻坦言，他确实低估了承认统考的难度，以致他两年前说过“统考承认只剩下一里路”的言论，日后成为反对党用以攻击他和炒作的句子。他也表示会说出这句话，是因为当时教育部对承认统考的进度非常乐观，但殊不知，这一里路却走得如此艰难。

### 不要跟天鬥论
2017年11月5日，时至槟城水灾灾情严重之际，张盛闻在马华代表大会进行领袖答复时揶揄槟城首席部长林冠英虽然被称为神，但在面对天灾人祸时，仍然不可以与天鬥：“虽然昨天我们看到，林冠英做了一个视频，做到很可怜的要求中央来帮忙，这也再次证明，他不如之前说的那样厉害能够解决水灾问题。”“所以不要跟天鬥，虽然你是神。”。该言论随即掀起巨大反弹。
民主行动党社青团总团长黄家和于同日发文告批评张盛闻玩弄槟州水灾课题，促张盛闻即刻闭嘴。他说，这不是一个教育部副部长的所为，若张盛闻还有一点人性，应向槟州人民道歉：“如果没有意愿协助槟州政府赈灾也不打紧，只要他不落井下石、能够即刻闭嘴，就不会在灾民伤口上撒盐。”。
张盛闻于同日晚间9时，在其面子书专页上做出道歉，并表示马华志工团、槟城马华及青年关爱已经启动前往赈灾：“对于我的失言而伤害了槟城人民，我作出道歉。”而马华宗教和谐局主任郑联科为张盛闻辩护，称他的言论只是在提醒林冠英不要再像过往那样，以嚣张态度贬低国阵及马华。

## 个人观点
2018年马来西亚大选期间，张盛闻说，反对派希望联盟5月8日全国直播马哈迪·莫哈末演讲时，他不希望马哈迪上演陈水扁枪击案而影响选情。他因此呼吁警方加强保护马哈迪人身安全。
2021年1月12日，张盛闻发文告表示，这次紧急状态的目的是为了集中全国力量以全力对抗疫情，有必要暂停一切政治活动，尤其是威胁政府稳定的政治恶斗，因此仅暂停国会运作，而并没有落实军事管制。他说，马华全力支持国家元首苏丹阿都拉宣布国家进入紧急状态，并呼吁所有朝野政党和全体国民配合，团结全国力量齐心对抗COVID-19疫情，让我们能尽早摆脱病毒的威胁。

## 個人生活
1973年12月25日在马来西亚森美兰州汝来出生及长大，是7位兄弟姐妹中的幺子。畢業於馬來西亞國立大學。张盛闻的父亲张发源已于2017年2月9日逝世，享年89岁。

## 选举成绩
| 年份 | 选区             | 候选人 | 候选人             | 得票数 | 得票率 | 竞选对手                         | 竞选对手         | 得票数 | 得票率 | 总票数 | 多数票 | 投票率 |
| ---- | ---------------- | ------ | ------------------ | ------ | ------ | -------------------------------- | ---------------- | ------ | ------ | ------ | ------ | ------ |
| 2018 | 森美蘭 P128 芙蓉 |        | 张盛闻（马华公会） | 24,809 | 27.02% |                                  | 陆兆福（行动党） | 55,503 | 60.45% | 93,254 | 30,694 | 84.65% |
| 2018 | 森美蘭 P128 芙蓉 |        | 张盛闻（马华公会） | 24,809 | 27.02% | 沙里夫丁阿末（伊斯兰党）         | 11,506           | 12.53% |        | 93,254 | 30,694 | 84.65% |
| 2022 | 彭亨 P080 劳勿   |        | 张盛闻（马华公会） | 16,939 | 30.12% |                                  | 邹宇晖（行动党） | 21,613 | 38.43% | 56,235 | 4,357  | 74.92% |
| 2022 | 彭亨 P080 劳勿   |        | 张盛闻（马华公会） | 16,939 | 30.12% | 法古鲁尼占依不拉欣（土著团结党） | 17,256           | 30.69% |        | 56,235 | 4,357  | 74.92% |
| 2022 | 彭亨 P080 劳勿   |        | 张盛闻（马华公会） | 16,939 | 30.12% | 诺凯鲁安努亚诺（祖国斗士党）     | 427              | 0.76%  |        | 56,235 | 4,357  | 74.92% |